# Arkeofyt

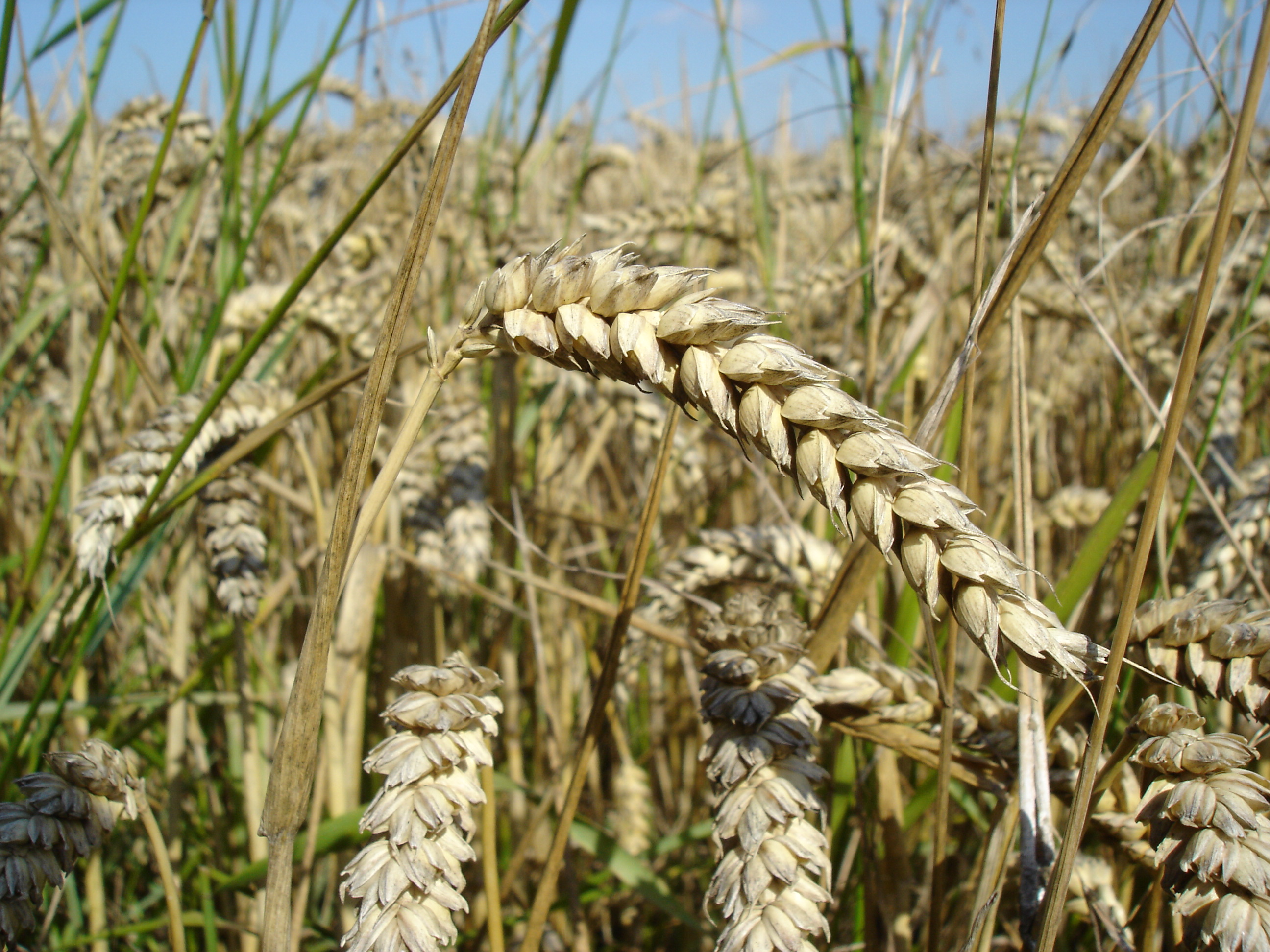
Vete är en arkeofyt. Det kultiverades för flera tusen år sedan och sedan har spridits till stora delar av världen.

Arkeofyter och neofyter är växtarter som är kulturspridda, det vill säga har spridits till nya områden med människans hjälp, och som växer och förökar sig naturligt i den nya miljön. Neofyter är spridna relativt nyligen medan arkeofyter har varit spridna länge. Ofta definieras gränsen mellan dem som när Christofer Columbus upptäckte den nya världen 1492. I Sverige används vanligen någon gång mellan 1700 och 1800.
Exempel på neofyter är majs och potatis som togs till Europa från Syd- och Mellanamerika. Exempel på arkeofyter är vete, som har spridits till större delen av världen från den bördiga halvmånen, och äpple, som har sitt ursprung i nuvarande Turkiet.
Ordet neofyt kommer från klassisk grekiska νεόφυτος (neophutos), bokstavligen ’ny planta’. Arkeo- i arkeofyt kommer av αρχαίος (archaios), ’antik’.